# Dectinomima sagittata
Dectinomima sagittata är en insektsart som beskrevs av Montealegre-z. och G.K. Morris 2003. Dectinomima sagittata ingår i släktet Dectinomima och familjen vårtbitare. Inga underarter finns listade i Catalogue of Life.